# 風洞の字名
風洞の字名（ふとうのあざめい）とは、埼玉県児玉郡児玉町（現本庄市児玉町）秋山の風洞地区に伝わる地名の由来に関する昔話（民話）の一つで、坂上田村麻呂伝説の一つ。時代背景が細かく、時代設定がしっかりしている事も特徴である。

## ストーリー
児玉の風洞には、余り知られていない大きな穴があり、その洞穴から常にゴウゴウと嵐の様に不気味な風が吹き出し、止まる事がなかった。このゴウゴウと言う音は、身馴岸沿岸を荒らしていた大蛇が、川の入江の近くの洞穴に隠れ住んで呼吸をする息が風となって吹き出したものであった。
この大蛇、女、子供はもとより、人だけでなく家畜まで喰うなど数限りなく悪事を重ね、また農作物を荒らしまわり、人々は嘆き、悲しみの底にうち沈んでいた。しかし、この話が時の天皇であった平城天皇の耳に入り、大蛇の退治を坂上田村麻呂に命じた。将軍田村麻呂は早速この地方に出向き、大蛇退治の準備にとりかかった。まず北向きに五社（沼上、小茂田、新井、十条、古郡の五か村）の大明神を勧請し、また八仏薬師を安置するほか、数多くの神仏に祈念した。特に自分の守りの本尊である大日如来とゆかりのある十二天に登り、霊地を選び、ここに山籠りをして、秘密に僧を招き、37日間、夜の護摩修行をなし、大蛇退治の願いをかけると共に、これより56億8万年の後まで、この山より身馴川の末まで守り給え、との願をかけた。また、小平に入江の様になっている所があり、江の浜と呼ぶ場所に、一本の大きな柳の木があった。将軍はこの柳の木に向かって静止し、「われ願わくば、この地の大蛇を退治して、人々の災難を救い給え、もしこの願いが届くなら、すぐにこの柳に花を咲かせ給え。もし、この願いがかなわなければ、この柳をたちどころに切り倒し、たきぎとしてしまうものなり」と虚空に向かって大声に呼ばわると、ありがたいことか、恐ろしいことか、虚空がにわかに振動して、しばらく暗夜の如くにうち変わり、やがて明るくなると、不思議な事に柳は桜となって、満開の花が咲いた。よって将軍は、この地に虚空蔵菩薩を建立した。柳の木が化して枝垂れ桜となり、現在も栄えているが、柳の大木があった所から地名を「高柳の虚空蔵」と言い、霊験あらたかな霊場となっている。
このようにして、大蛇の住む洞窟に田村麻呂が出向くと、殺気を感じたのか、オスメス二匹の大蛇がものすごい眼光を放ちながら出て来た。驚くことにこの大蛇は、それぞれ二つの頭を持ち、太さ3 m、長さ20 m余りもあった。しばらく将軍達と睨み合いの末、戦いが始まり、一匹を現在の東小平の地に追い詰めたが、田村麻呂に次ぐ勇者椚林小平成身と言う者がこの大蛇の毒気にかかり、遂にこの世を去ってしまった。この事を知った武士達は、この勇者の名をとって椚林と言い、成身院は小平が名乗り、字名を院号とした。やがてメスの方は、田村麻呂の神変通力仏意自在の弓矢によって、射とめられた。一方、オスの大蛇は、川上に身を隠して潜んでいたが、将軍は夜になって舟を出し、大蛇が出て来るのを待った。現在、その場所を待屋と言い、舟をつないで置いた所を船山と呼び伝えられている。夜明けと共に出て来た大蛇は、将軍に追われ、間瀬峠に逃げ延び、峠の頂上から将軍を振り返り、まんじりと見つめた事から、この峠をまんじり峠と呼んだ（後世、間瀬峠と言い伝えるようになる）。こうして児玉の山麓一帯には、平和が訪れた。
将軍が退治した大蛇の骨は百駄あり、この骨を埋めて長泉寺が建立された。よって寺の境内を骨畑と呼び、百駄あった骨にちなんで山号を百駄山と呼ぶようになった。大蛇の住家の風の吹き出た洞穴は埋められ、この地に神を祀って、次来地名を風洞と呼ぶようになったが、その昔は単に洞（）と呼んでいたとされる。

## その他
- 児玉の西光寺（児玉氏の菩提寺で、児玉党祖惟行建造）は、この大蛇の両目が日月西に入るように光り輝いていたところから、こう呼ばれる様になったと伝えられている（由来伝承）。
- この他にも児玉地域には坂上田村麻呂が大蛇を退治する民話がいくつか伝えられている。ただ、逃げ去った遠峰（）の双頭大蛇のその後については語られていない。遺骨となった大蛇の怨念を沈めた僧の話などはある。
- 平城天皇の在位期間は806年から809年（9世紀初頭）と短く、設定年代が明確な昔話と言える。
- 武士と言う身分の形成は10世紀中頃以降ではあるが、『続日本紀』の養老5年（721年・8世紀初め）に「…武士は国家の重みとする所なり」と言う記述があり、言葉自体はあった。遵って、伝承の文法上に矛盾はない。ただし、この時代の武士は朝廷に属する武官と言う意味であり、後世に生じた武士とは異なる。

## 参考資料
- 柳進 編『児玉地方の伝承と民俗』埼玉県立児玉高等学校、1967年3月。国立国会図書館サーチ：R100000001-I11141116665455。
- 柳進 編『県北の伝承と民俗』（増補版）柳進、1976年。国立国会図書館サーチ：R100000001-I11121116249176。
  - 『児玉地方の伝承と民俗』の改題増補版